# Voile aux Jeux des îles de l'océan Indien 2015
Navigation
Édition précédente
La voile est l'une des quatorze disciplines sportives au programme des Jeux des îles de l'océan Indien 2015, la neuvième édition des Jeux des îles de l'océan Indien, qui se déroule à La Réunion en août 2015. Les épreuves se disputent à la base nautique des Mascareignes, au Port.

## Épreuves au programme
Les épreuves de voile au programme sont : 
- Laser standard
- Laser radial
- Laser 4,7

## Médaillés
| Épreuves                      | Or                             | Argent                     | Bronze                         |
| ----------------------------- | ------------------------------ | -------------------------- | ------------------------------ |
| Laser radial hommes           | Corentin Bretagne La Réunion   | Roy Govinden Seychelles    | Aurelien Barthelemy La Réunion |
| Laser radial femmes           | Solenne Brain La Réunion       | Meggy Gertrude Seychelles  | Tatiana Mathieu Maurice        |
| Laser radial mixte par équipe | Seychelles                     | La Réunion                 | Maurice                        |
| Laser standard mixte          | Allan Julie Seychelles         | Rodney Govinden Seychelles | Noe Delpech La Réunion         |
| Laser 4,7 hommes              | Valentin Boyer La Réunion      | Mathis Guessard La Réunion | Pablo Grondin La Réunion       |
| Laser 4,7 femmes              | Clémentine Bretagne La Réunion | Alison Hoareau Seychelles  | Emeline Laude La Réunion       |
| Laser 4,7 mixte par équipe    | La Réunion                     | Seychelles                 | Maurice                        |

## Tableau des médailles
| Rang | Nation     | Or | Argent | Bronze | Total |
| ---- | ---------- | -- | ------ | ------ | ----- |
| 1    | La Réunion | 5  | 2      | 4      | 11    |
| 2    | Seychelles | 2  | 5      | 1      | 8     |
| 3    | Maurice    | 0  | 0      | 3      | 3     |